# Riedones

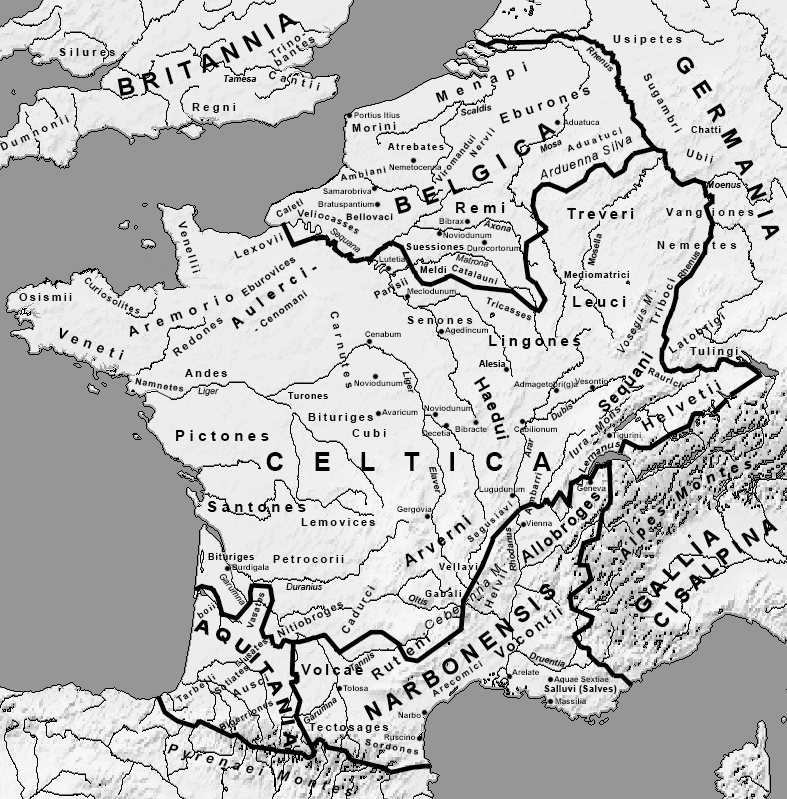
Gallië rond 54 v.Chr., met het gebied van de Redones aangegeven

De R(i)edones waren een Gallische volksstam. Ten tijde van hun onderwerping in 57 v.Chr. door Julius Caesar, bewoonde de stam het gebied aan de linkeroever van de bovenloop van de Vilaine.
Ten westen van hun leefgebied woonden aan de overzijde van de Vilaine de Veneti, ten oosten de Aulerci Cenomani en ten zuiden, aan de rechteroever van de Loire bij de Atlantische kust, de Namnetes en meer landinwaarts de Andecavii.
De hoofdplaats van de Redones, Condate (lat.: Condatum), letterlijk Gallisch voor "samenvloeiing", was gelegen aan plaats waar de Ille in de Vilaine vloeit. De vestiging werd in de derde eeuw na Christus hernoemd tot Condate Riedonum, het huidige Rennes.

## Etymologie
De naam "Redones" komt voort uit het Gallische red-, met de betekenis "te paard gaan" en daarmee samenhangend "met de strijdwagen gaan". Redones betekende dus zoveel als "de strijdwagenmenners", een met de oorlogsvoering samenhangende betiteling die niet ongewoon was in de naamgeving van Gallische volksstammen.

## Muntgeld
Al in de eerste eeuw voor Christus namen de Redones de Grieks-Romeinse praktijk van geldcirculatie over, waarbij de veel geïmiteerde gouden staters van Philippus II van Macedonië werden gekopieerd met billion, de karakteristieke Keltische legering voor muntgeld. Naar Keltisch gebruik zonder inscripties, toont het muntgeld van de Redones een strijdwagenmenner, wiens paard een mensenhoofd heeft. Grote hoeveelheden van zulke munten werden opgegraven in de "schat van Amanlis" in juni 1835 en in de schat van Saint-Jacques-de-la-Lande, in 1841. Het Museum van Rennes bezit een grote representatieve collectie van de munten.

## Romeinse overheersing
De Redones verzetten zich, samen met andere stammen, in 57 voor Christus tegen de Romeinse invasie. Het verzet werd onderdrukt door Publius Licinius Crassus, de jongste zoon van Marcus Licinius Crassus.
Toen het volgende jaar de Redones enkele Romeinse verbindingsofficieren gijzelden, besloot Caesar in te grijpen in Armorica en de opstandelingen te onderdrukken. In 52 voor Christus zonden de Redones een grote groep krijgers naar Vercingetorix om hem te steunen in zijn strijd tegen Caesar.
Toen de Romeinse overheersing in de vijfde eeuw na Christus verzwakte, verbonden de Redones zich in een groot Armoricaans bondgenootschap onder leiding van de Veneti met als doel zich te ontdoen van de Romeinen. Het verbond bestond verder uit de Gallische stammen der Namnetes, Veneti, Coriosolitae, Caleti, Abrincates, Venelli, Lexovii, Esuvii, Viducasses, Andecaves, Aulerci (Diablintes, Cenomani en Eburovices), Veliocasses en Parisii.